# Amfreville-la-Mi-Voie
Amfreville-la-Mi-Voie är en kommun i departementet Seine-Maritime i regionen Normandie i norra Frankrike. Kommunen ligger i kantonen Boos som tillhör arrondissementet Rouen. År 2022 hade Amfreville-la-Mi-Voie 3 280 invånare.

## Befolkningsutveckling
Antalet invånare i kommunen Amfreville-la-Mi-Voie
| Referens: INSEE |